# Sarah Bagley
Sarah Bagley, född 1806, död 1889, var en amerikansk arbetsledare.
Hon kampanjade 1844-1847 för kortare arbetsdagar, tio timmars arbetsdag, för fabriksarbetare och mekaniker i Massachusetts.
Hon räknas som den första kvinnliga aktivisten för arbetares rättigheter i USA.  